# Paweł Władysław Fabisz
Paweł Władysław Fabisz (ur. 29 czerwca 1819 w Gliwicach, zm. 24 kwietnia 1881 w Ostrowie) – polski duchowny katolicki, pionier badań nad historią Kościoła katolickiego na południu Wielkopolski.

## Życiorys
Podjął studia teologiczne na Uniwersytecie Wrocławskim (1837), natomiast święcenia kapłańskie otrzymał w Poznaniu w roku 1842. Dziekan dekanatu koźmińskiego, a od 1868 roku dekanatu kępińskiego; proboszcz parafii ostrowskiej. Nauczyciel religii w Królewskim Katolickim Gimnazjum w Ostrowie.
Publikował prace z zakresu historii Kościoła katolickiego w Polsce:
- Krótka wiadomość o kościele ormiańskim w Polsce[5], 1856 Wrocław,
- Spis chronologiczny legatów i nuncyuszów św. Stolicy Apostolskiéj w Polsce, 1859 Oleśnica

i w regionie:
- Kronika parafialna baranowska od roku 1433-1853, 1853 Wrocław,
- Kronika powiatu ostrzeszowskiego, 1859, Oleśnica
- Wiadomość o szkólności katolickiej w dekanacie koźmińskim i w gimnazjum katolickim w Ostrowie, 1874 Ostrów,
- Opis historyczny kościoła w Ostrowie, 1875 Ostrów,
- Kronika dekanalna kępińska, 1885.